# Skogsfrejaspindel
Skogsfrejaspindel (Dicymbium tibiale) är en spindelart som först beskrevs av John Blackwall 1836.  Skogsfrejaspindel ingår i släktet Dicymbium och familjen täckvävarspindlar. Arten är reproducerande i Sverige. Inga underarter finns listade i Catalogue of Life.